# Marco Ferreri, il regista che venne dal futuro
Marco Ferreri, il regista che venne dal futuro è un documentario del 2007 diretto da Mario Canale.

## Trama
Il documentario è incentrato su Marco Ferreri e evidenzia un uomo anticonformista, estremo,  provocatorio nei modi, sempre un passo avanti nei suoi lavori, e spesso considerato un visionario e sperimentale. Il documentario onora la memoria di un regista troppo presto dimenticato che ha lasciato un segno indelebile nella settima arte.